# Giuseppe De Filippi
Giuseppe De Filippi (Roma, 17 settembre 1964) è un giornalista e conduttore televisivo italiano.

## Carriera
Giornalista, la sua carriera comincia nel 1987 collaborando con il giornale L'Opinione, organo del Partito Liberale Italiano.
Lavora a Mediaset dal 1992, al TG5. Nel maggio 2017 abbandona, dopo dieci anni, la conduzione del TG5 delle 20 (per poi riprenderla per un breve periodo nel 2019). Dal giugno 2016 è vicedirettore dello stesso telegiornale. Su Il Foglio, per cui scrive già dalla sua apertura nel 1996, pubblica la newsletter quotidiana Di cosa parlare stasera a cena, idee e spunti per sapere quello che succede nel mondo.
In RAI ha collaborato con alcuni programmi radiofonici trasmessi sulle onde corte, mentre sulla carta stampata ha collaborato con il settimanale Epoca. Ha insegnato informazione e politica economica presso la Scuola Superiore della Pubblica Amministrazione. Nel 1998 ha pubblicato con Stefano Da Empoli La banca dell'Euro. È stato co-curatore della monografia La net economy nella pubblica amministrazione: e-government, appalti in rete, mercato del lavoro, tasse e commercio elettronico, la rivoluzione informatica negli uffici pubblici e del libro Pensioni: guida a una riforma.
Ha scritto anche su quotidiani nazionali come Il Giornale, Avvenire e Milano Finanza. Inoltre, è stato direttore e fondatore, nel 1999, di un canale all-news economico, l'attuale Class CNBC.

## Vita privata
Ha due figli, Camilla e Giulio.